# Rummel (famiglia)
La famiglia Rummel fu una famiglia nobile del patriziato di Norimberga, nel cui consiglio cittadino sedette dal 1402 al 1806. Era questa la famiglia di provenienza di Agnes, moglie del celebre pittore e incisore tedesco Albrecht Dürer

## Storia

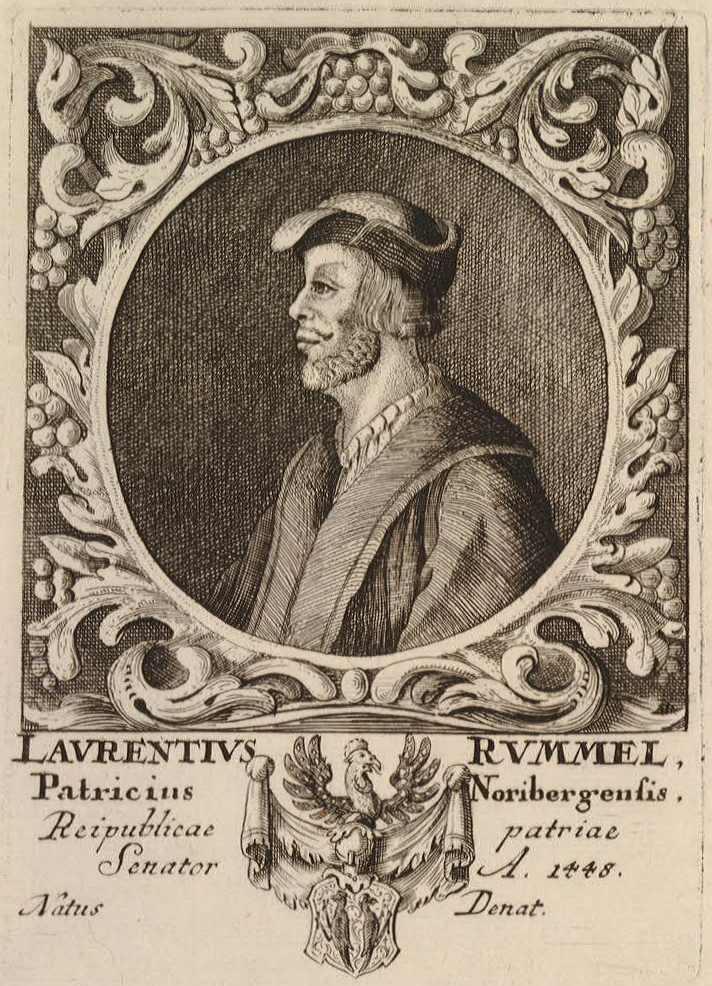
Lorenz Rummel († 1462), patrizio e consigliere di Norimberga

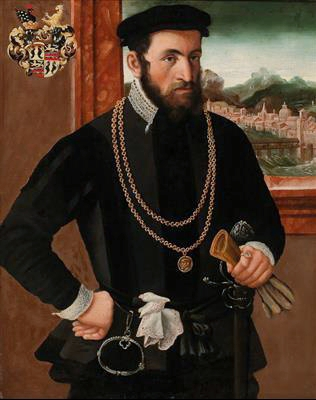
Anton Rummel von Lichtenau, consigliere imperiale e attendente a Brunico (c. 1550)

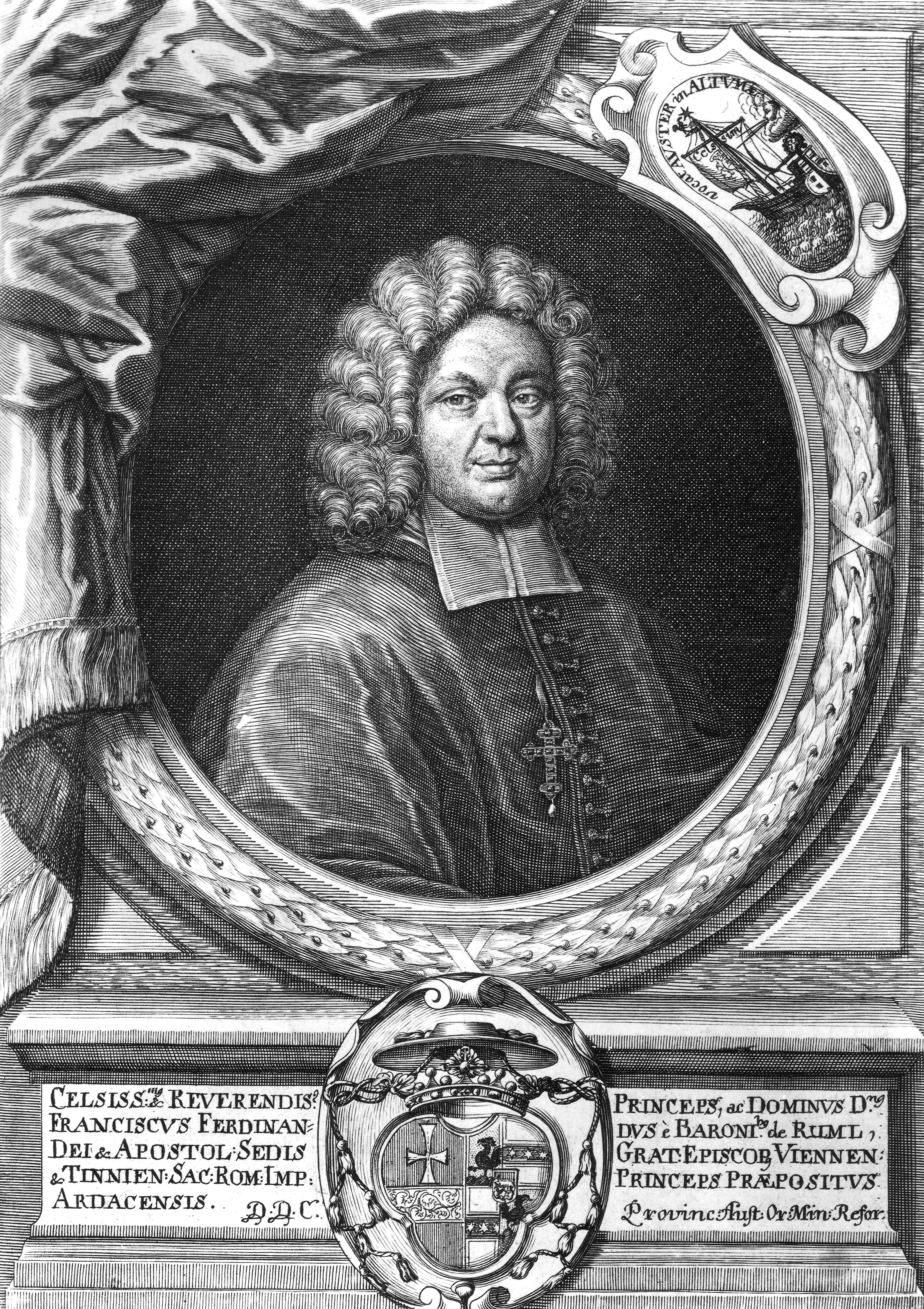
Il vescovo di Vienna, Franz Ferdinand von Rummel in una stampa d'epoca

La famiglia Rummel viene citata per la prima volta nel 1281 con un tale Rumun de Cunradus che venne nominato gestore delle entrate del monastero cistercense di Heilsbronn.
Heinrich Rummel von Wollersdorf, cittadino di Norimberga dal 1303, è considerato il capostipite della famiglia in città, il quale era commerciante in Europa centrale. Oltre a transazioni monetarie (con banchi a Venezia, Bologna, Firenze, Milano, Roma e Lubecca), la famiglia Rummel era impegnata nel commercio di spezie, stoffe, articoli in seta, pellicce, metalli preziosi (in particolare argento) e salnitro. Dal 1412 aprirono un ufficio presso il Fondaco dei Tedeschi di Venezia, il quale venne poi ceduto ad un commerciante di Colonia nel 1497. Enrico III († 1476) e Guglielmo IV ampliarono il campo delle attività di famiglia attorno al 1460 entrando anche nel settore minerario.
Sebald I († 1483), nipote di Enrico I , fondò un ramo di famiglia a Schwaz e Rattenberg, attivo nel settore dell'estrazione dell'argento e del rame nel XVI secolo. Suo figlio Peter, che si fece chiamare Peter Rummel von Lichtenau († 1519), venne ammesso al registro della nobiltà tirolese nel 1511. Questi era castellano del castello di Sigmundslust e dal 1497 divenne consigliere e tesoriere dell'arciduca Sigismondo e poi dell'imperatore Massimiliano I del Sacro Romano Impero. Anton Rummel von Lichtenau († 1538), fratello di Peter, divenne custode del tribunale regionale di Schwaz. Il ramo tirolese dei Rummels si estinse nel 1590 con suo nipote Anton abitante a Brunico.
Heinrich I Rummel (c. 1340 - 1417), probabilmente nipote del progenitore della casata di Norimberga, acquisì il feudo di Lichtenau dal consiglio comunale di Norimberga nel 1409 e, nel 1410, ricevette la nobilitazione da re Roberto di Germania. Heinrich I (noto come "il Ricco"), si ritirò dal commercio nel 1401 e venne nominato consigliere della città imperiale di Norimberga nel 1402. Suo figlio, Franz von Rummel, vendette il feudo di Lichtenau all'ufficio delle elemosine di Norimberga nel 1472.
I figli e i nipoti di Heinrich Rummel si sposarono con donne appartenenti al patriziato di Norimberga. Questi furono Heinrich II († 1446), Hans I († 1434) e Franz I († 1460), che si susseguirono nel 1426, 1427 e 1428 nell'ufficio di sindaco. Hans Rummel, cittadino di Norimberga, acquistò il castello di Lonnerstadt da Hans von Vestenberg nel 1403 e i possedimenti dei Rummel von Lonnerstadt nel 1414. Franz I accompagnò re Sigismondo alla sua incoronazione imperiale a Roma nel 1433, occasione nella quale fu nominato cavaliere. Nel 1435 fece un pellegrinaggio con i margravi Alberto, Achillee e Giovanni in Terra Santa. Durante la prima guerra dei margravi, Franz I fu uno dei capi militari di Norimberga. Schierato coi margravi, fu invece suo nipote Ulrich († 1463). La figlia di Guglielmo IV, Anna († 1521), sposò Hans Frey nel 1472, mentre sua figlia Agnes (1475 - 1539) sposò nel 1494 il celeberrimo pittore e incisore Albrecht Dürer.
Wilhelm VII Rummel (1540 - 1591) fu membro del consiglio cittadino di Norimberga dal 1571 al 1575. Johann Ludwig von Rummel (27 novembre 1696 - 18 marzo 1761), sposò nel 1717 Maria Anna Christiana Nothaffe von Weissenstein e venne elevato dal principe elettore Massimiliano III Giuseppe di Baviera al rango di barone il 22 settembre 1761. La coppia ebbe quattro figli: Johann Wilhelm (nato il 25 agosto 1729), Maria Franziska Carolina (nata il 26 febbraio 1733), Maria Josepha Walburga (nata il 17 gennaio 1740) e Joseph Anton (nato il 25 giugno 1743).
A questa famiglia appartenne anche il vescovo di Vienna, Franz Ferdinand von Rummel (28 ottobre 1644 - 15 marzo 1716), che fu tra i tutori di Giuseppe I del Sacro Romano Impero durante la sua gioventù. Egli acquisì i feudi di Gars e Buchberg am Kamp, possedimenti che dopo la sua morte passarono a suo nipote Franz Joseph. Nel 1702 Wilhelm Ludwig von Rumel acquistò tre quarti dal castello di Herrnried e nel 1708 acquistò il resto della struttura. Herrnried rimase in possesso dei Rummels fino al XIX secolo. Il successivo barone, Gustav Adolph von Rummel, fu un ufficiale dello staff di cavalleria dell'esercito bavarese. Il barone Gustav von Rummel vendette la proprietà al barone Karl von Mengershausen nel 1856.
Un ramo della famiglia entrò in possesso di Waldau. Il primo possessore fu Franz Ferdinand von Rummel nel 1681. Suo figlio, Johann Karl von Rummel, sposato con Rosina Dorothea nata baronessa von Podewils, fece rifare l'ormai fatiscente chiesa di Waldau, sostituendola con la cappella del castello. Suo figlio Joseph Rummel von Waldau (1714 - 14 giugno 1789) divenne colonnello imperiale e cavaliere dell'Ordine Maria Teresa. Johann Nepomuk von Rummel zu Waldau (1744 - 1795) fu paggio, consigliere di corte, consigliere di camera, consigliere spirituale dell'imperatore nonché membro degli Illuminati. I possedimenti di Waldau passarono ai baroni von Lilien nel 1810.
Tra i discendenti attuali della famiglia vi è l'archeologo Philipp von Rummel.

## Membri notabili
- Franz Ferdinand von Rummel (1644-1716), principe vescovo della diocesi di Vienna
- Gustav Waldau, vero nome Gustav Theodor Clemens Robert von Rummel (27 febbraio 1871 - 25 maggio 1958), era un attore di teatro e cinema tedesco.
- Walter von Rummel (1873-1953), scrittore tedesco
- Friedrich von Rummel (1910-2002), diplomatico tedesco
- Philipp von Rummel (n. 30 aprile 1975), archeologo tedesco